# Los camioneros
Los camioneros va ser una sèrie espanyola de televisió, emesa per TVE el 1973, dirigida per Mario Camus, amb guions de Pedro Gil Paradela, música d'Antón García Abril i protagonitzada per Sancho Gracia.

## Argument
Paco (Sancho Gracia) és un camioner que recorre les carreteres d'Espanya trobant-se tot tipus d'ambients, personatges i històries, que li fan viure aventures inesperades.

## Llista d'episodis
- Tabaco y naranjas a mitad de precio - 12 de novembre de 1973
  - María José Díez
  - Antonio Iranzo
  - María Luisa Ponte
  - José Yepes
- Ruta bajo la nieve de enero - 19 de novembre de 1973
  - Valeriano Andrés
  - Inma de Santis
  - William Layton
- Quince toneladas de madera y una mujer - 26 de novembre de 1973
  - Sonsoles Benedicto
  - Alberto de Mendoza
  - Antonio Medina
- Lejos del punto de partida - 3 de desembre de 1973
  - Carmen Lozano
  - Mario Pardo
- La izquierda de un campeón solitario - 10 de desembre de 1973
  - José Guardiola
  - Richard Santis
- Somos jóvenes y podemos esperar - 17 de desembre de 1973
  - Omar Butler
  - Alfonso del Real
  - Carmen León
  - José Orjas
  - María Luisa Ponte
  - Fernando Sánchez Polack
  - María Luisa San José
- Seis meses en punto muerto - 7 de gener de 1974
  - Jose Suarez
  - Maria Jose Diez
  - Maria Luisa Ponte
- Ida y vuelta por el mismo camino - 14 de gener de 1974
  - Álvaro de Luna
  - Charo López
- Con los indios en el desierto - 21 de gener de 1974
- La escapada de un viejo corredor - 28 de gener de 1974
  - Lana Persson
  - Diana Polakov
  - George Rigaud
  - Manuel Zarzo
- Puesta a punto de un conductor - 4 de febrer de 1974
- Un cordero, dos corderos, tres corderos - 11 de febrer de 1974
  - Manuel Alexandre
  - Juan Amigo
  - Rosa Fontana
  - David Velasco
- Seis toros y un toreado - 18 de febrer de 1974
  - José Manuel Martín
  - José Montijano
  - Manuel Salgueró

## Premis
- TP d'Or 1973: Millor Sèrie Nacional